# 진성 나들목
진성 나들목(Jinseong IC)은 경상남도 진주시 진성면 동산리에 설치된 남해고속도로의 25번 교차로(나들목)이다. 나들목 진출입로 및 요금소는 진성면 상촌리와 접하고 있다.
인근에 경남과학고등학교와 경상남도수목원, 경남체육고등학교가 위치해 있다. 주말이나 연휴기간 동안 부산 방향 정체가 극심할 경우 이 곳에서 국도 제2호선, 지방도 제1004호선으로 우회해 마산방면으로 갈 수 있다.
부산 방향에 한해 진주 시내(가좌동, 경상대학교, 진주역 등지)에서 가장 빨리 진입할 수 있는 나들목이기도 하다. 일반도로이긴 하나 도시고속화도로나 마찬가지인 진마대로 때문이다. 반대로 순천에서 진주 방향으로 이동할 때에는 진주 나들목을 이용하는 것이 더 빠르다.

## 연혁
- 1973년 11월 14일 :  남해고속도로 순천 ~ 부산 구간 개통과 함께 통행 개시[1]
- 1997년 7월 31일 : 1998년 12월까지 나들목 요금소 설치를 위해 경상남도 진주시 진성면 상촌리 ~ 동산리 568m 구간 도로구역 변경[2]
- 2000년 12월 4일 : 진주 도시계획시설 교통광장에 진성면 동산리 일원을 고시[3]
- 2006년 12월 4일 : 나들목 개량을 위해 진주시 도시계획시설 교통광장에 진주시 진성면 동산리 일원을 진성 나들목으로 고시[4]
- 2012년 3월 29일 : 일부 선형 정리로 인해 진주시 도시계획시설 교통광장 면적 변경[5]

## 구조물 정보
- 위치: 경상남도 진주시 진성면 동산리
- 영업소: 경상남도 진주시 진성면 동부로 1359-15

## 접속하는 도로
- 지방도 제1007호선 (진의로)
- 동부로 (구 국도 제2호선)

## 교통량 정보
| 요금소        | 통행량 (대/일) | 통행량 (대/일) | 통행량 (대/일) | 통행량 (대/일) | 통행량 (대/일) | 통행량 (대/일) | 통행량 (대/일) | 통행량 (대/일) | 통행량 (대/일) | 통행량 (대/일) | 각주  |
| 요금소        | 2001년         | 2002년         | 2003년         | 2004년         | 2005년         | 2006년         | 2007년         | 2008년         | 2009년         | 2010년         | 각주  |
| ------------- | -------------- | -------------- | -------------- | -------------- | -------------- | -------------- | -------------- | -------------- | -------------- | -------------- | ----- |
| 진성 (폐쇄식) | 2,854          | 2,993          | 3,002          | 3,151          | 2,999          | 3,074          | 3,165          | 3,127          | 3,252          | 3,113          | [ 6 ] |
| 요금소        | 2011년         | 2012년         | 2013년         | 2014년         | 2015년         | 2016년         | 2017년         | 2018년         | 2019년         |                | [ 6 ] |
| 진성 (폐쇄식) | 2,988          | 2,838          | 2,949          | 3,016          | 3,155          | 3,317          | 3,550          | 3,624          | 3,748          |                | [ 6 ] |